# San Pier d'Isonzo
San Pier d'Isonzo (Špeter on Soči in sloveno, San Piero in dialetto bisiaco, San Pieri dal Lusinç, San Pieri dai Bisiacs o San Pieri dal Tiritori in friulano) è un comune italiano di 1 920 abitanti del Friuli-Venezia Giulia, parte della Bisiacaria.

## Origini del nome
Il paese prende il nome dall'antica pieve di San Pietro, che comprendeva un territorio più vasto dell'attuale comune.

## Storia

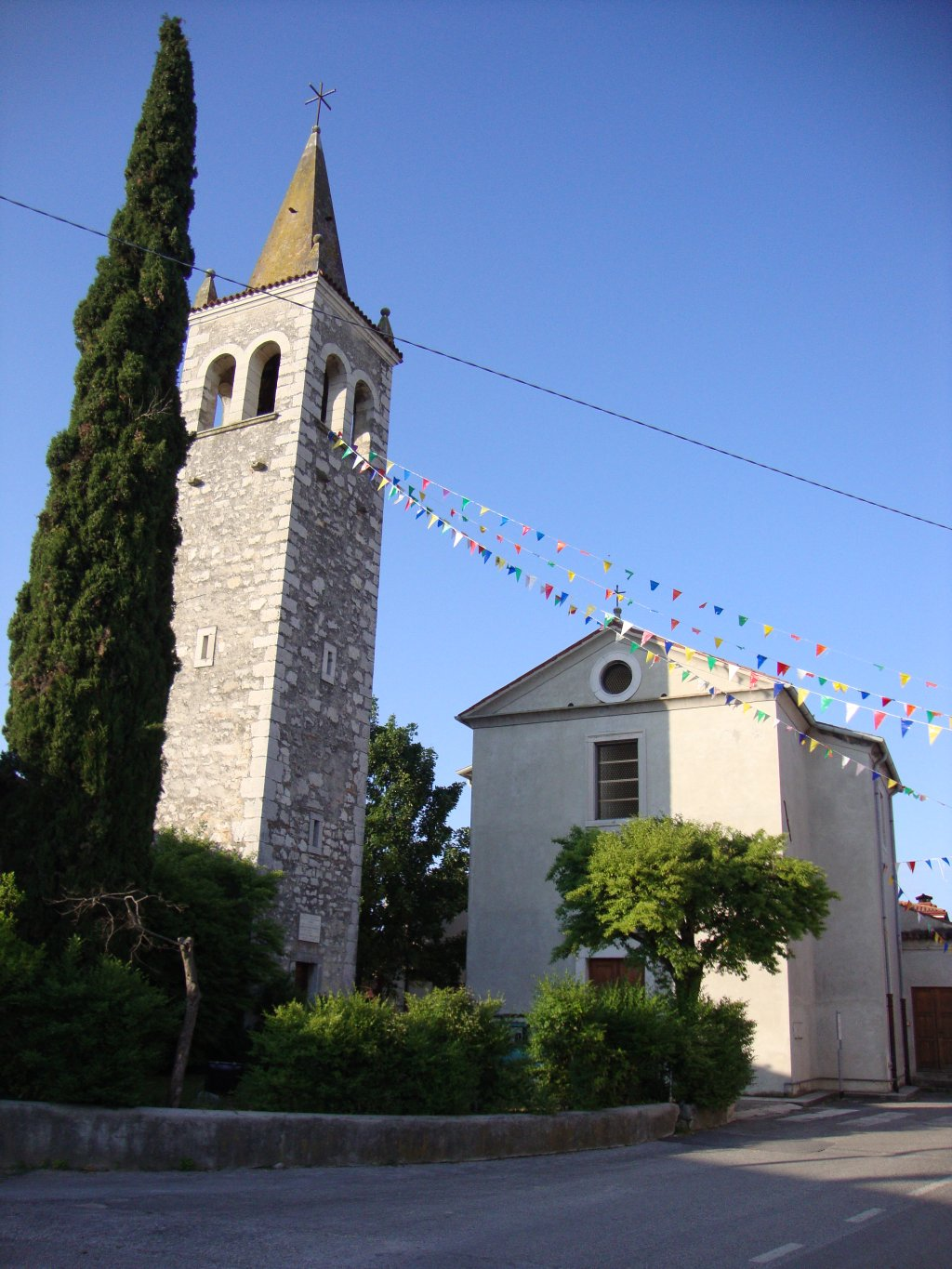
La chiesetta di San Silvestro a Cassegliano.

Abitato fin dall'epoca romana, i ritrovamenti di frammenti di mosaici, monete, laterizi ed anfore, fanno presumere la presenza di una famiglia dei Cassi da cui prende il nome la frazione di Cassegliano. Sul muro esterno della chiesetta dedicata a san Silvestro, costruita su un primo edificio risalente al XIV secolo, è incluso il frammento di una lapide di età imperiale ritrovato sul luogo. Sempre a Cassegliano esistevano altre due chiese, di cui si trova testimonianza in antichi documenti, andate distrutte nell'alluvione del 1492.
La pieve di San Pietro si trova per la prima volta in un documento patriarcale del 1247. Pur essendo certe le origini romane, dovute forse alla vicinanza con Aquileia, non ci sono stati ritrovamenti di rilievo per quanto riguarda il periodo medievale, se non si considera quel che resta di un antico borgo al centro di San Pier. Appartenente originariamente al patriarcato di Aquileia, entrò a far parte del territorio della Repubblica di Venezia fino all'invasione napoleonica. La pieve comprendeva anche il comune di Villesse; il legame tra i paesi era dovuto probabilmente al guado del fiume Isonzo, che collegava le comunità.
Il guado era di proprietà dei conti Sbruglio, residenti a Cassegliano fin dal 1400, e la sua importanza crebbe nel 1700 poiché questo traghetto era l'unico contatto tra Trieste e la pianura friulana (è visibile ancora un capitello mariano nei pressi del fiume, probabilmente dove esisteva il passaggio dei barconi che traghettavano i viandanti). Dopo il periodo napoleonico il territorio passò sotto i conti di Gorizia e Gradisca, con dominio austriaco. Con la costruzione del ponte sull'Isonzo presso Sagrado, nel 1845, l'importanza economica del traghetto di Cassegliano diminuì notevolmente. Nel 1876 la famiglia Sbruglio vendette la proprietà, che dopo alcuni passaggi fu acquistata dalla famiglia Prandi di Trieste.

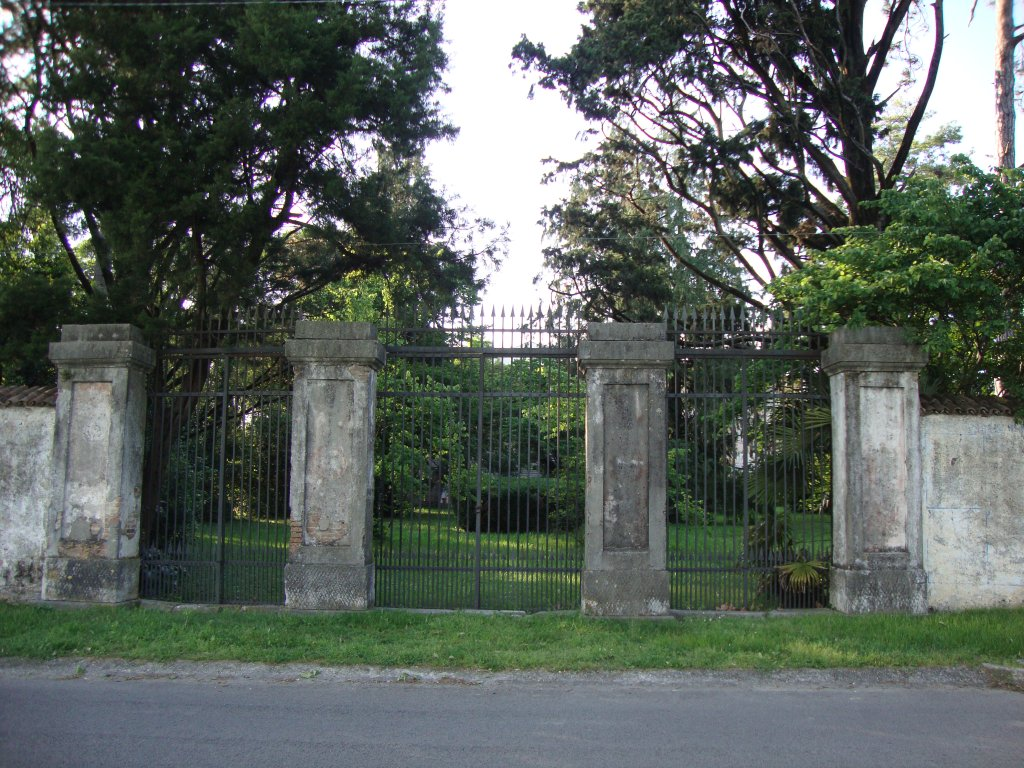
Il cancello d'ingresso della villa, nascosta dalla vegetazione del parco.

Durante la prima guerra mondiale San Pier si trovò nelle immediate vicinanze del fronte tra Austria e Italia (è da ricordare la distruzione del campanile della chiesa parrocchiale nel 1916). Il Parco della Rimembranza costruito nel 1923 sul Colle Sant'Elia nasce come Cimitero degli Invitti della Terza Armata, il primo sacrario monumentale della zona per i caduti della Grande Guerra. Subì pesanti trasformazioni negli anni trenta fino all'attuale strutturazione con la traslazione delle salme presso l'adiacente Sacrario militare di Redipuglia. Esclusi gli ingressi che ricadono nel comune di Fogliano Redipuglia, il Colle è in gran parte nel territorio del comune sampierino.

### Simboli
Il gonfalone è un drappo di giallo.

## Monumenti e luoghi di interesse
Nella frazione di Cassegliano si trova il neoclassico Palazzo Prandi (Villa Sbruglio) ancora in fase di restauro. Vi è la chiesetta della località San Zanut ("San Giovannino", in friulano), dedicata a Giovanni Battista probabilmente a protezione del luogo per le frequenti esondazioni dell'Isonzo. Nelle vicinanze infatti è stata ritrovata un'ara votiva di epoca imperiale dedicata al culto del dio Isonzo.

## Società

### Evoluzione demografica
Abitanti censiti

## Cultura
Oltre alla lingua italiana, nel territorio di San Pier d'Isonzo non sono riconosciute altre lingue ufficiali. La popolazione parla il bisiaco (forse dal latino bis aquae = "tra due fiumi", l'Isonzo ed il Timavo, o più probabilmente dallo sloveno bezjak, profugo), un dialetto molto simile al veneto, con lemmi di origine friulana e triestina, ancora molto usato nella vita di tutti i giorni.